# Louis-Antonin Neurdein
Louis-Antonin Neurdein (* 1846; † 1914) war ein französischer Fotograf.
Zusammen mit seinem älteren Bruder Etienne (3. Dezember 1832 – 27. Februar 1918) eröffnete er 1863 unter dem Firmennamen „Neurdein Frères“ ein Fotoatelier in Paris. 1875 folgte die Gründung eines erfolgreichen Ansichtskartenverlags. Die Fotografien und Postkarten aus dem Atelier „Neurdein Frères“ tragen das Signet „ND Phot“.
Während Etienne das Fotoatelier leitete und sich auf die Porträtfotografie spezialisierte, unternahm Louis-Antonin zahlreiche Reisen und widmete sich der Fotografie von Landschaften, Bauwerken und Monumenten. Seine Fotos mit Motiven aus Frankreich, Algerien, Belgien und Kanada wurden in unterschiedlichen Formaten und Ausführungen zum Kauf angeboten.

## Werke
- Album Algerien, um 1880